# Gerhard Daum (Architekt)
Gerhard Daum (* 5. Mai 1931 in Innsbruck; † 2. Oktober 2013 ebenda) war ein österreichischer Architekt und Designer.

## Ausbildung
Daum entstammte einer bürgerlich-adeligen Familie eines landesbeamten Hofrats. Nach dem Besuch der Volksschule in Innsbruck musste er in den Wirren des Zweiten Weltkrieges seine humanistische Mittelschulausbildung abbrechen. Nach den Kriegsjahren schloss er, unter seinem späteren Mentor, mit ausgezeichnetem Erfolg den Besuch der HTL für Hochbau in Innsbruck ab.
In erster Linie waren es die großen Architekten der Bauhaus-Ära, die Daum in seiner Arbeit von Anfang an beeinflusst haben. Jedoch auch die Farbgebungen von Corbusier oder die Formensprache von John Lautner finden sich in Daums Design wieder. Nach der Verleihung des Ing.-Titels sammelte er Erfahrung im diversen Architekturbüros im In- und Ausland. Er unternahm viele Städtereisen, um das Gefühl für die Wohn- und Lebensbedürfnisse der städtischen Bevölkerung zu studieren. Die Faszination des Technischen, die Entwicklung von zeitlosem Design und die Schaffung von hochwertiger Wohnumgebung die trotz hoher Baudichte ein Maximum an Lebensqualität bietet waren sein Anspruch an seine Arbeit.

## Werke abseits des Wohnbaus

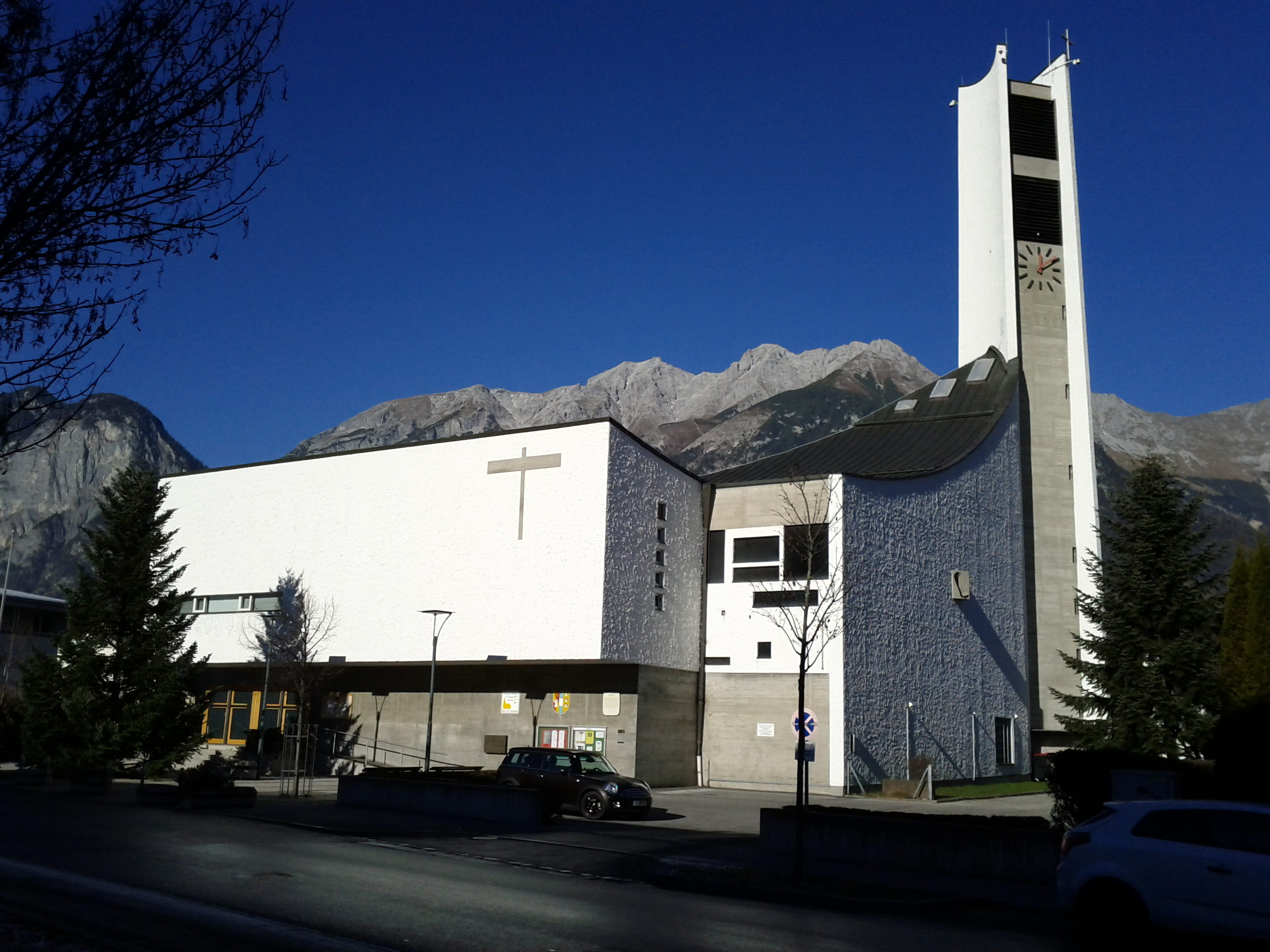
Maria am Gestade

In Innsbruck war Daum derjenige Architekt, der mit der Errichtung von über 3.000 Wohnungen wohl am meisten zur privaten Wohnraumschaffung beigetragen hat. Neben dem Wohnbau interessierte sich Daum schon früh für Kunst, Kultur, die Kirche und die Lebensbedürfnisse der Bevölkerung. So konnte er in jungen Jahren schon durch die Errichtung der Pfarrkirche Maria am Gestade und des Freiluftbades Tivoli in Innsbruck ein Denkmal setzen.

## Nogler & Daum
In den Aufschwungszeiten der frühen 1960er Jahre erkannte Daum das Potenzial das in Innsbruck steckte. Durch die damals noch in großem Ausmaß vorhandenen unbebauten Grundstücke und den stark zunehmenden Zuzug der Landbevölkerung in die Stadt sah Daum hier die Chance etwas bewegen zu können. Er gründete mit seinem Geschäftsfreund Walter Nogler den Bauträger Nogler & Daum und errichtete mit ihm weit über 3.000 Wohnungen im zentralen Stadtgebiet Innsbrucks.
Durch den Einsatz hochmotivierter, kreativer und frei arbeitender Arbeitnehmer schufen Nogler & Daum einen Nährboden für neue Ideen und Entwicklung von einigen Patenten. So führte die Entwicklung durch den Mitarbeiter Hans Oppitz zu einem schonenden, nicht destruktiven und billigen Trockenlegungsverfahren welches Aufregung in der Branche verursachte. Das patentierte System ELkinet wurde weltweit tausendfach angewandt. So wurde das Parlamentsgebäude sowie die Universität in Budapest oder auch die Kathedrale von Mexiko-Stadt durch das System von Nogler & Daum erfolgreich getrocknet.

## Die Zeit nach Nogler & Daum
Bis in das Ende der 1980er Jahre wuchs das Unternehmen Nogler & Daum beständig und wurde zum größten Bauträger der Region. Im Firmenkonglomerat befanden sich jedoch auch diverse bauausführende Unternehmen, Immobilienverwalter und Makler, technische Beratungsbüros als auch das heute noch eigenständig existierende Planungsbüro.
Durch den plötzlichen Unfalltod Noglers, für das Unternehmen dramatische Ereignisse in der Erbfolge und unüberwindbarer Differenzen mit dem Nachfolger Noglers sah sich Daum gezwungen aus dem Unternehmen auszuscheiden. Mangels kompetenter Nachfolge zerbrach das Unternehmen in den frühen 1990er Jahren.
Nach einer ruhigen Zeit als gerichtlich beeideter Gutachter gründete Daum 1994 mit seiner Gattin Annerose das neue Bauträgerbüro Ing. Daum + Daum. Eine Anknüpfung an die frühe Größe der Nogler & Daum war kein Ziel, doch konnte Daum seinen besonderen Stil beibehalten und setzte sich für die Schaffung hochwertigen Wohnraumes für die Stadtbevölkerung ein.